# Campo de concentración de Albatera

Karte der Region Vega Baja del Segura, in der Albatera liegt.

Der Campo de concentración de Albatera („Konzentrationslager Albatera“) war ein franquistisches Konzentrationslager, das nach dem Ende des spanischen Bürgerkrieges errichtet wurde. Es wurde Ende Oktober 1939 geschlossen. Es liegt heute auf dem Gebiet der Gemeinde San Isidro, Comarca Vega Baja del Segura der Provinz Alicante in der Comunidad Valenciana.

## Geschichte

### Arbeitslager der Republik
Ein Gefangenen- und Arbeitslager der Republik auf demselben Gelände gehört zur Vorgeschichte. Auf der Grundlage eines Regierungsdekrets vom 26. Dezember 1936 erstellte ein Mitarbeiter der Dirección General de Prisiones im August 1937 eine Machbarkeitsstudie für das spätere Arbeitslager Albatera. Es wurde am 24. Oktober 1937 eröffnet. Während des Spanischer Bürgerkrieges (1936–1939) beherbergte das Lager insgesamt 1039 Häftlinge. In den anderthalb Jahren, die es unter der Kontrolle der demokratischen Regierung der Republik bestand, starben fünf Insassen.

### Das franquistische Arbeitslager

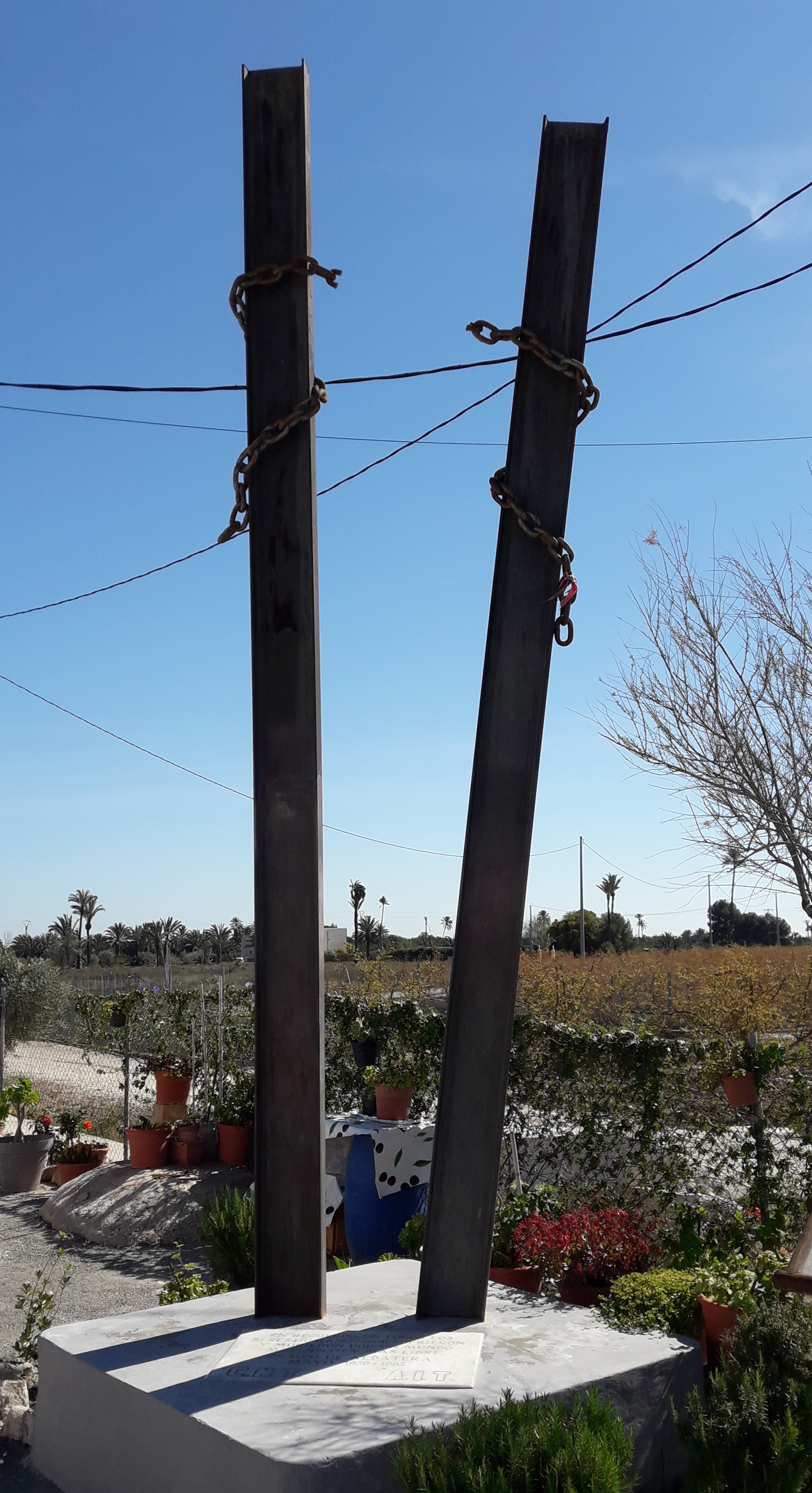
Ehrenmal für die Opfer, 1995.

Nach dem Ende des Bürgerkriegs trafen Tausende von Häftlingen im Konzentrationslager Albatera ein, die ursprünglich nach Alicante gekommen waren, um sich einzuschiffen und vor der Unterdrückung durch das Regime von Francisco Franco zu fliehen. Dort wurden sie dann aber festgenommen und zuerst ins Campo de concentración de Los Almendros gebracht, dann aber in überfüllten Viehtransportern und Lastwagen nach Albatera.
An- und Abmeldebücher und andere Register sind verloren gegangen. Es existieren nur Schätzungen von zwölf- bis dreißigtausend Häftlingen.
Das franquistische Konzentrationslager wurde am 11. April 1939 eingerichtet, ohne strafrechtliche Urteile und ohne rechtsstaatliche Garantien für die Häftlinge,. Zeugenaussagen zufolge besuchten mehrere Naziführer die Einrichtung. Es gibt auch Belege für einen Besuch des faschistischen Ideologen Ernesto Giménez Caballero im Mai 1939, der eine Ansprache an die Gefangenen richtete: „Ihr seid uns ausgeliefert. Wenn ich es will, brauche ich nur den Befehl zu geben: Diese automatischen Maschinengewehre, die auf euch gerichtet sind, werden schießen, bis sie euch alle erledigt haben. Wir sind niemandem Rechenschaft schuldig.“
Die Lebensbedingungen waren hart, nicht zuletzt wegen des Mangels an Lebensmitteln und Wasser. Die Häftlinge erhielten nur „alle zwei Tage eine Dose [Konserven] für zwei Personen und ein Stück Brot für fünf“. Allein im April 1939 starben 138 Menschen an Hunger und Krankheiten. Viele Häftlinge zogen es vor, im Freien zu schlafen, anstatt in den Baracken, die von Wanzen und Läusen befallen waren. Guillermo Gómez Blanco, ein Überlebender, sagte aus: „Der Wassermangel führte zu einem völligen Mangel an Hygiene, so dass wir in kurzer Zeit zu menschlichen Lumpen wurden.“ Diese Bedingungen führten zum Auftreten von Krankheiten wie der Krätze, die sich in Ermangelung jeglicher medizinischer Versorgung schnell im Lager ausbreiteten. Hunger und Darmerkrankungen waren die Haupttodesursachen in Albatera.
Dazu kamen harte Strafmaßnahmen. Auf dem Grundstück des Lagers gibt es Massengräber, die bis heute nicht ausgehoben wurden. Von den ersten Tagen an wurden Häftlinge von den Falangisten anhand von Mitgliedslisten von Gewerkschaften und politischen Parteien als zu eliminierende Personen gesucht. Zeugenaussagen zufolge wurden einige der Gefangenen vor dem Abtransport ins Lager in aller Öffentlichkeit gefoltert. Außerdem wurden die Gefangenen nummeriert, dass, wenn einer von ihnen entkommen würde, die mit den Nummern davor und danach erschossen wurden.

### Selbstorganisation der Häftlinge und Fluchtversuche
Die Lagerhäftlinge begannen, sich nach den Parteien und Gewerkschaften zu organisieren. Einige dieser Organisationen gründeten ihre eigenen Fluchtkomitees, deren Aufgabe es war, ihren Mitgliedern, die fliehen wollten, Schutz auf der Flucht durch Spanien zu gewähren.

### Die Schließung des Lagers
Das Konzentrationslager wurde im Oktober 1939, kurz nach Ausbruch des Zweiten Weltkriegs, „nach einer katastrophalen und nachlässigen Verwaltung“ geschlossen. Laut Javier Quiles, der dort interniert war, war die Schließung auf eine Tuberkulose- und Typhusepidemie zurückzuführen, die durch schlechte Hygiene- und Ernährungsbedingungen verursacht wurde. Die meisten Häftlinge wurden daraufhin in das Konzentrationslager Porta Coeli, in der Provinz Valencia gelegen, oder in Strafanstalten, Arbeitsbataillone oder zur Zwangsarbeit überstellt. Andere wurden nach einem Standgericht zum Tode verurteilt.

## Umgang mit der Vergangenheit
Die Franco-Behörden versuchten, die Überreste des Lagers zu verstecken und die Akten zu vernichten. Deshalb wurde auf einem Teil des Geländes die Siedlung San Isidro errichtet. Dank der Aussagen von Nachbarn und Überlebenden, verschiedenen Fotografien, die 1946 von der US-Luftwaffe aufgenommen wurden, und der im Archiv von Salamanca aufbewahrten Unterlagen (einschließlich Plänen der Einrichtung) konnte die Struktur des Lagers rekonstruiert werden.
Im Dezember 2020 fand das von dem Archäologen Felipe Mejías geleitete Team Fundamente von drei Baracken und eröffnete damit die Möglichkeit, dass das Konzentrationslager Albatera „das erste in Spanien sein könnte, das zu einem Museum gemacht wird“. Es wurden auch menschliche Überreste sowie Gegenstände und Habseligkeiten gefunden, die alle im Archäologischen Museum von Alicante deponiert wurden. Die lokalen und regionalen Behörden ergriffen Maßnahmen, um das Grundstück in eine Gedenkstätte umzuwandeln.
Seit 2008 finden in San Isidro alljährlich Konferenzen zum Konzentrationslager Albatera statt. Nach Angaben der Organisatoren „sollen sie ein Forum für Gedenken und Erinnerung an die Repression im Lager Albatera während der Franco-Diktatur“ sein.

## Häftlinge (Auswahl)
Die Auswahl beruht auf dem Häftlingsverzeichnis der Universität Alicante und steht für die verschiedenen Gruppen der republikanischen Gesellschaft, die der Franquismus aus dem autoritären Staat ausschloss.
- Amós Acero: Abgeordneter der Partido Socialista Obrero Español und Bürgermeister von Vallecas
- Miguel Alonso Calvo (Pseudonym Ramón de Garciasol): Schriftsteller
- David Antona: Gewerkschafter und Zivilgouverneur von Ciudad Real
- Manuel Arnil: Politiker und Mitglied des Comité de Defensa Confederal der CNT
- Francisco Bajo Mateos: Arzt, republikanischer Generaldirektor für Kindergesundheit
- Ricardo Burillo: Offizier der republikanischen Volksarmee
- Antonio Pina: Gewerkschafter und Politkommissar in der republikanischen Volksarmee
- Manuel García-Pelayo: Jurist, Offizier der Volksarmee und späterer Präsident des spanischen Verfassungsgerichts zwischen 1980 und 1986
- Eduardo de Guzmán: Journalist, Chefredakteur Castilla Libre
- Rafael Henche de la Plata: Bürgermeister von Madrid
- Juan Ibarrola: Oberst der Volksarmee
- Jesús Larrañaga: Politiker, PCE
- Fernando Macarro Castello (Pseudonym Marcos Ana): Dichter
- Jaume Mata: Politiker, Präsident der Asociación de Aviadores de la República (republikanischer Fliegerverband)
- Manuel Navarro Ballesteros: Chefredakteur des Mundo Obrero
- Antonio Ortega Gutiérrez: Oberst der Volksarmee, Mitglied der PCE
- Leopoldo Ortega: Stabschef der 67. División der Volksarmee, Parlamentär des Consejo Nacional de Defensa des Segismundo Casado
- Ángel Pedrero García: Politiker, Chef des republikanischen Militärgeheimdienstes SIM in Madrid und Unterstützer Casados
- Antonio Pérez Ariño: Gewerkschafter und Mitglied des Consejo Nacional de Defensa
- Juan Peset: Arzt, Rektor der Universidad de Valencia
- Manuel Pina Picazo: Sportler, Skifahrer des Gebirgsjäger-Bataillons der Volksarmee, verheiratet mit Margot Moles[17]
- Pascual Pla y Beltrán: Dichter, Mitglied der Unión de Escritores y Artistas Proletarios (Verband der Schriftsteller und der proletarischen Künstler)
- Heriberto Quiñones: kommunistischer Politiker
- Gonzalo Recatero: Arzt, Chef der Sanitätseinheit des Ejército de Levante der Volksarmee
- Jorge Renales Fernández (Pseudonym Jorge Campos): Schriftsteller
- José Rodríguez Vega: Gewerkschafter, Generalsekretär der UGT
- Luis Sendín: Gewerkschafter, Politkommissar einer Panzerdivision der Volksarmee
- Jorge Sepúlveda: Bolerosänger[18]
- Nilamón Toral: Oberstleutnant der Milizen der Volksarmee
- Antonio Trigo Mairal: Politiker und Zivilgouverneur von Madrid
- Francisco Trillo: Politiker, Unterstaatssekretär des Gesundheitswesens
- Manuel Tuñón de Lara: Politiker der Juventudes Socialistas Unificadas, später Historiker
- Etelvino Vega: Oberstleutnant der Milizen der Volksarmee, Militärgouverneur von Alicante
- Manuel Villar Mingo: Journalist, Gewerkschafter, Chefredakteur der CNT-Presse
- Ricardo Zabalza: sozialistischer Abgeordneter, Mitverschwörer von Casado